# 祋諷
祋諷（?—?），东汉官员，官至尚书令、光祿勳。
邓骘推举天下贤士何熙、祋讽、羊浸、李郃、陶敦等，列于朝廷；征辟杨震、朱宠、陈禅，置于幕府。
建光年间，尚書令祋諷、尚書孟布等上奏：「孝文皇帝定薄葬禮制，光武皇帝絕官员休假之典，传给萬世，不可更改。应该恢復建武年间的制度」。陈忠上疏认为要坚持三年守丧。宦官不认为陈忠的建议有利，于是搁置陈忠之奏而听從祋諷、孟布的建議。
汉安帝要废黜太子刘保，来历和光祿勳祋諷，宗正刘玮，将作大匠薛皓，侍中闾丘弘、陈光、赵代、施延，太中大夫朱伥、第五颉，中散大夫曹成，谏议大夫李尤，符节令张敬，持书侍御史龚调，羽林右监孔显，城门司马徐崇，卫尉守丞乐闱，长乐、未央厩令郑安世等十余人，到鸿都门证实太子无过。汉安帝以为来历、祋讽等不识大典，将他们罢免。刘保即位为汉顺帝，祋讽、刘玮、闾丘弘等已经去世，拜他们的儿子为郎。